# Elamton
Elamton est un secteur non constitué en municipalité situé dans le comté de Morgan, dans le Commonwealth du Kentucky, aux États-Unis.

## Source
- (en) Cet article est partiellement ou en totalité issu de l’article de Wikipédia en anglais intitulé « Elamton, Kentucky » (voir la liste des auteurs).